# Bazan
Bazan (bắt nguồn từ từ tiếng Pháp basalte /bazalt/), còn được viết là ba-zan, ba-dan, là một loại đá magma phun trào (từ núi lửa) phổ biến, được hình thành từ sự làm nguội nhanh của dung nham bazan khi tiếp xúc hoặc rất gần bề mặt của một hành tinh đá hoặc mặt trăng. Lũ bazan mô tả sự hình thành một loạt các dòng dung nham bazan.

## Định nghĩa

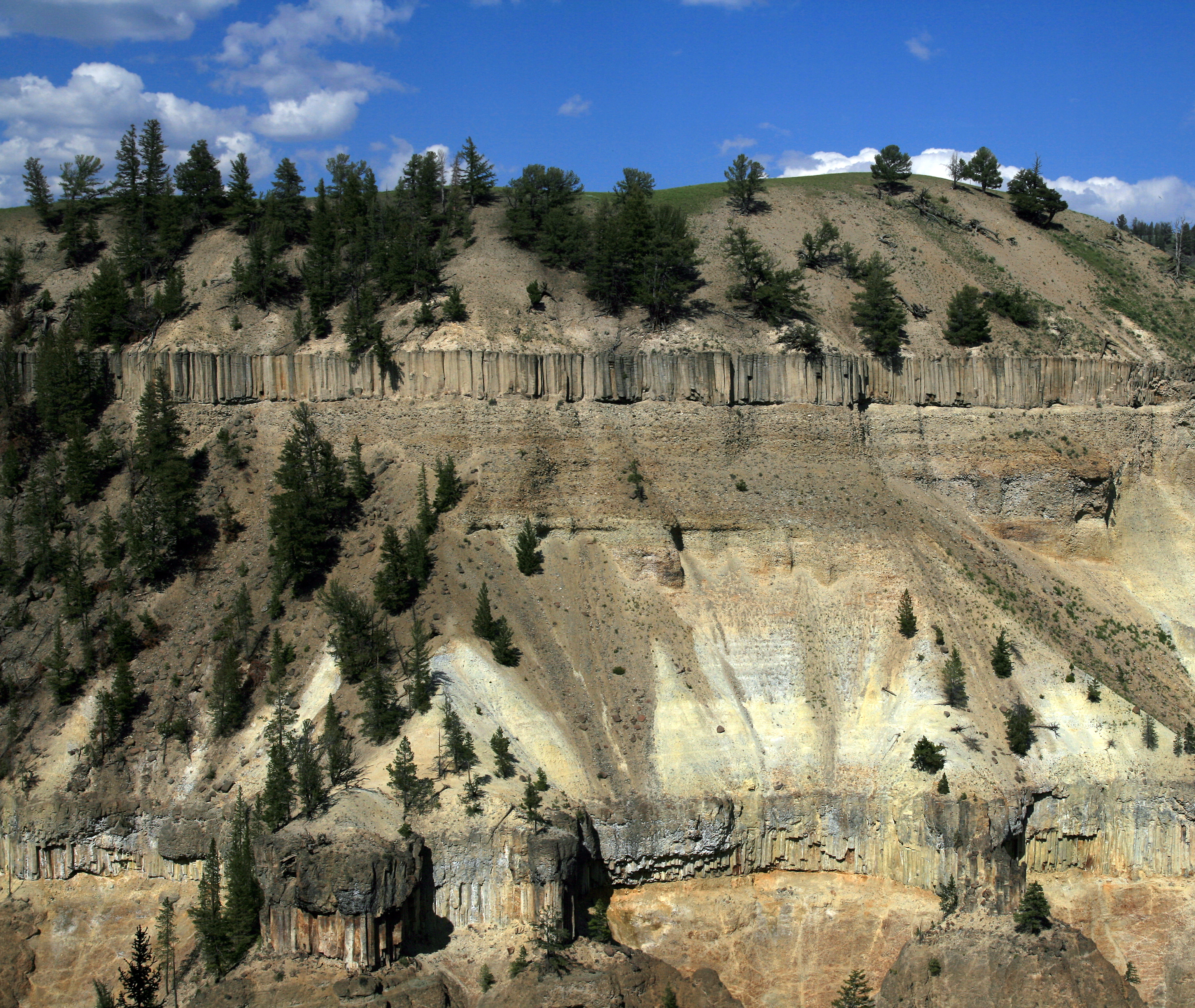
Đá bazan dạng cột ở công Viên Quốc gia Canyonlands Hoa KỲ

Theo định nghĩa, đá bazan là đá macma có cấu trúc ẩn tinh (hạt rất nhỏ) thường có 45-55% thể tích là silica (SiO2) và ít hơn 10% thể tích là khoáng vật chứa fenspat, ít nhất 65% của đá là felspat ở dạng plagioclase. Nó phổ biến nhất ở đá núi lửa loại trên trái Đất, là một phần quan trọng của lớp vỏ đại dương và đảo núi lửa ở giữa đại dương như Iceland, Réunion và quần đảo Hawaii. Đá bazan thường có tinh thể rất nhỏ hoặc chất nền thủy tinh núi lửa xen kẽ với các hạt có thể nhìn được. Khối lượng riêng của nó là 3.0 g/cm³.
Đá bazan được định nghĩa bởi thành phần khoáng chất và kiến trúc; mô tả tính chất vật lý không đề cập đến khoáng chất có thể không đáng tin cậy trong một số trường hợp. Đá bazan thường có màu xám đến đen, nhưng phong hoá nhanh chóng biến đổi thành màu nâu hoặc đỏ gỉ sắt do sự oxy hóa của khoáng chất mafic (giàu sắt) biến thành hematit và các sắt oxít khác. Mặc dù có đặc trưng là "tối màu", đá bazan cho thấy một loạt chỗ sáng hơn do các hoạt động địa hoá địa phương. Do phong hoá hoặc nồng độ cao của plagioclase, một số bazan có thể khá sáng màu, bề ngoài giống như andesit. Bazan có một kết cấu tinh thể khoáng chất rất nhỏ do đá nóng chảy bị làm nguội quá nhanh làm cho các tinh thể khoáng chất lớn chưa kịp phát triển; nó thường có tính chất ban tinh, có chứa tinh thể lớn hơn (ban tinh) hình thành trước khi sự phun trào kịp đưa dung nham lên bề mặt, được ngập trong chất nền các tinh thể nhỏ hơn. Những ban tinh thường là olivin hoặc plagioclase giàu calci, có nhiệt độ nóng chảy cao nhất trong các khoáng chất điển hình mà có thể kết tinh từ sự tan chảy.
Bazan có cấu tạo lỗ rỗng được gọi là bazan lỗ rỗng khi khối có hầu hết là rắn; khi phần lỗ rỗng chiếm hơn 1/2 thể tích của đá, nó được gọi là scoria. Cấu tạo này hình thành khi các khí hoà tan đi ra khỏi dung dịch với dạng bong bóng bởi vì khi mácma đi lên gần bề mặt áp suất giảm làm khí thoát ra, nhưng đang bị mắc kẹt do dung nham nguội nhanh trước khi các chất khí có thể thoát ra được.
Thuật ngữ bazan thỉnh thoảng được áp dụng cho đá xâm nhập với thành phần đặc trưng của đá bazan, nhưng có thành phần chất nền hạt to hơn thường được gọi tắt là diabaz (còn gọi là Dolerit) hoặc, khi to hơn nữa (tinh thể hơn 2 mm), là gabro. Gabro thường được bán trên thị trường thương mại như "đá granit đen"

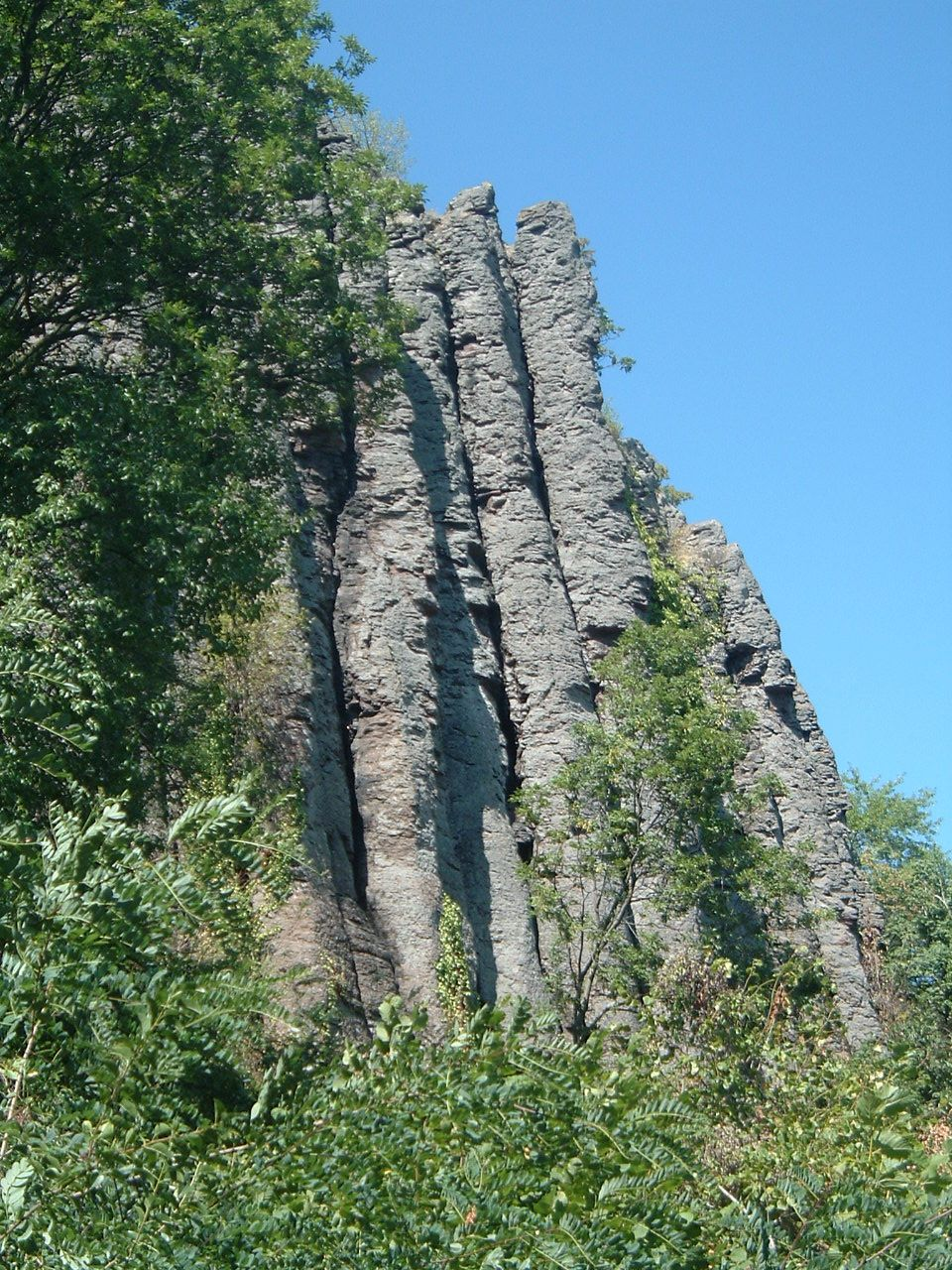
Cột bazan tại Szent György Hill, Hungary

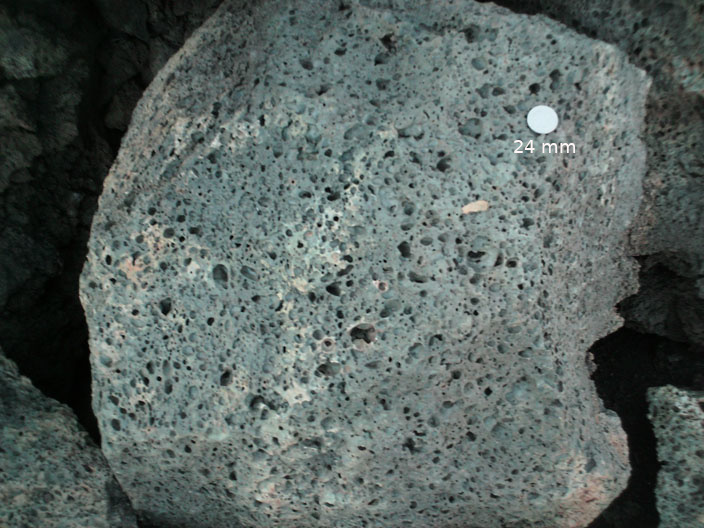
Bazan thủng lỗ ở miệng núi lửa Hoàng Hôn, Arizona, Mỹ

Trong thời kỳ liên đại thái cổ, Hoả thành và đầu Nguyên sinh của lịch sử Trái Đất, các chất hóa học của mắc-ma phun trào khác nhau đáng kể so với ngày nay, do vỏ chưa trưởng thành và sự khác biệt quyển mềm. Những tảng đá núi lửa siêu mafic, với thành phần silic (SiO2) dưới 45% thường được phân loại là komatiit.

### Các loại

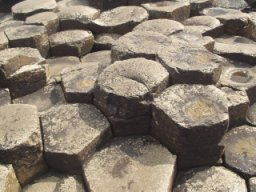
Khối lớn phải làm nguội chậm để hình thành các cột đa giác kết nối với nhau ở Giant's Causeway, Bắc Ireland

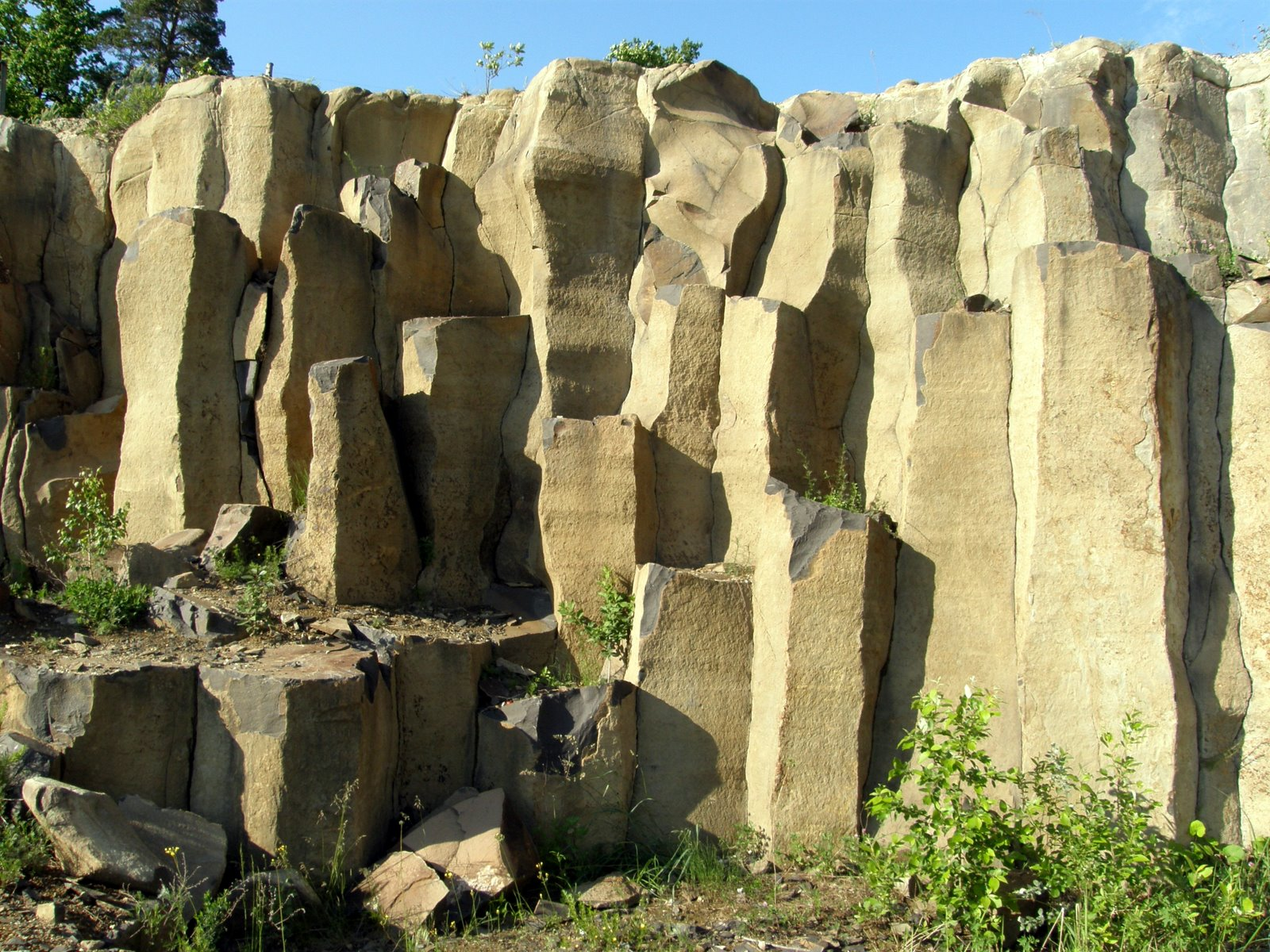
Gần Bazaltove, Ukraine

- Bazan tholeiit tương đối giàu silica và ít natri. Bao gồm hầu hết bazan ở đáy đại dương, các đảo đại dương lớn nhất, và lũ bazan như ở cao nguyên Sông Columbia.
  - Bazan tương đối giàu silica và ít titani. Đá Bazan trong một số trường hợp được phân loại theo lượng titan (Titan) của chúng. Bazan nhiều Ti và ít Ti đã được phân biệt ở trap Paraná và Etendeka[3] và trap Emeishan.[4]
  - Bazan ở sống núi giữa đại dương là bazan tholeiit thường chỉ phun trào tại sống núi đại dương có đặc trưng là ít các yếu tố không tương thích.[5][6]
- Bazan giàu nhôn có thể bảo hòa hoặc quá bảo hòa silica. Nó có hơn 17% alumina (Al2O3) và có thành phần trung gian giữa tholeiit và bazan kiềm; thành phần tương đối giàu nhôm tùy thuộc vào loại đá không có ban tinh plagioclase.
- Bazan kiềm tương đối ít silica và giàu natri. Nó là loại chưa bảo hòa silica và có thể chứa felspatoid, fenspat kiềm và phlogopit.
- Boninit là một hình thức của bazan chứa nhiều magnesi thường được phun trào ở các bồn trũng sau cung, đặc trưng bởi lượng titan thấp.
- Bazan ở hải đảo
- Bazan Mặt Trăng

## Sự xuất hiện
Trên Trái Đất, hầu hết các đá bazan macma được hình thành bằng cách giải nén nóng chảy của vỏ manti. Bazan thường bùng nổ trên Io- mặt trăng lớn thứ ba của sao Mộc, và cũng đã hình thành trên mặt trăng, sao Hỏa, sao Kim, và tiểu hành tinh Vesta.
Các phần vỏ của các mảng kiến tạo đại dương được cấu tạo chủ yếu từ đá bazan, được tạo ra từ sự phun trào từ lớp manti phía dưới các rãnh đại dương.

## Thạch học

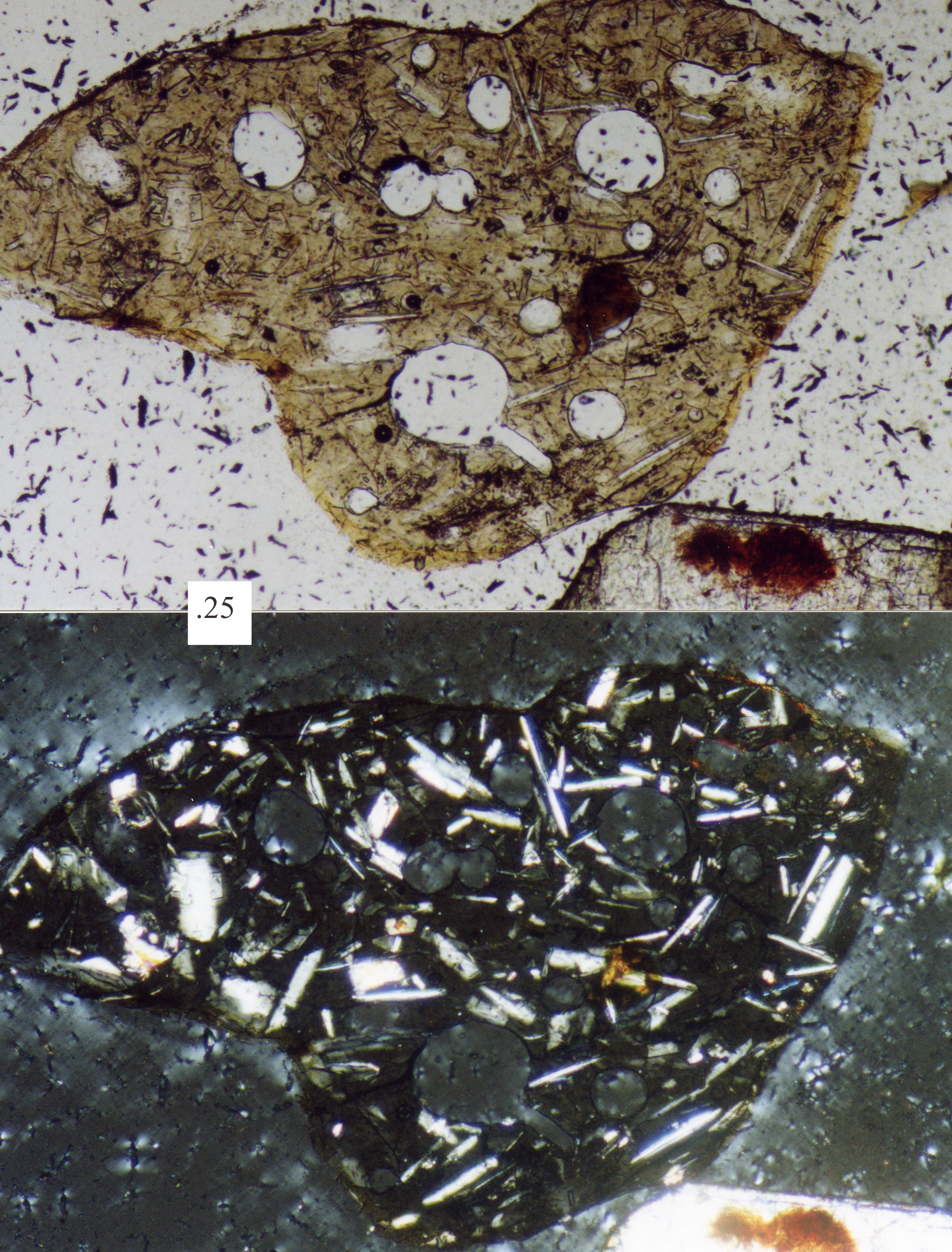
Ảnh hiển vi của một hạt cát núi lửa; hình ảnh trên là ánh sáng phân cực phẳng, hình ảnh phía dưới là ánh sáng phân cực chéo, kích thước hộp màu trắng là 0,25 mm. Lưu ý plagioclase "microlit" trắng trong ảnh ánh sáng phân cực chéo, bao quanh bởi thủy tinh núi lửa hạt rất nhỏ.

Các khoáng vật của đá bazan được đặc trưng bởi sự vượt trội của fenspat plagioclase và pyroxen. Olivin cũng có thể là một thành phần quan trọng. Khoáng vật phụ xuất hiện với số lượng tương đối nhỏ bao gồm các oxit sắt và sắt oxit titan, như magnetit, ulvospinel, và ilmenit. Bởi vì sự hiện diện của khoáng chất oxit như vậy, bazan có thể có được từ trường mạnh khi nó nguội đi, và các nghiên cứu cổ địa từ đã sử dụng rộng rãi đá bazan.
Trong bazan tholeiit, pyroxen (augit và orthopyroxen hoặc pigeonit) và plagioclase giàu calci là khoáng chất ban tinh phổ biến. Olivin cũng có thể là một ban tinh, và hiện nay, có thể có vành pigeonit. Các chất nền chứa thạch anh hoặc tridymit hoặc cristobalit. Olivin tholeiit có augit và orthopyroxen hoặc pigeonite với olivin dồi dào, nhưng olivin có thể có vành pyroxen và dường như không thể có mặt trong chất nền. Đáy đại dương bazan, phun trào ban đầu tại rãnh đại dương là đặc trưng cho việc có ít các yếu tố không tương thích.
Bazan kiềm thường có tổ hợp khoáng chất thiếu orthopyroxen nhưng chứa olivin. Ban tinh Feldspar thường có thành phần là labradorit đến andesin. Augit giàu titan so với augit trong bazan tholeiit. Các khoáng chất như fenspat kiềm, leucit, nephelin, sodalit, phlogopit mica, và apatit có thể có mặt trong chất nền.
Bazan có ranh giới nhiệt độ lỏng và rắn cao - giá trị ở bề mặt là 1200 °C (ranh giới lỏng) và gần hoặc dưới 1.000 °C (ranh giới nóng); các giá trị này cao hơn so với đá macma thông thường.
Phần lớn tholeiit được hình thành vào khoảng 50–100 km sâu bên trong lớp manti. Nhiều bazan kiềm có thể được hình thành ở độ sâu lớn hơn, có lẽ sâu đến 150–200 km. Nguồn gốc của bazan giàu nhôm vẫn còn gây tranh cãi, với sự bất đồng về viẹc nó có nguồn gốc từ tự tan chảy hay các loại đá bazan khác phân đoạn.:65

### Địa hoá
So với các đá macma phổ biến nhất, thành phần của bazan giàu MgO và CaO và ít oxit SiO2 và kiềm(Na2O + K2O), phù hợp với bảng phân loại TAS.
Basalt thường có thành phần gồm 45-55% trọng lượng là SiO2, 2-6% trọng lượng là kiềm, 0,5-2,0% trọng lượng là TiO2, 5-14% trọng lượng là FeO và 14% trọng lượng trở lên là Al2O3. Thành phần CaO là thường gần 10% trọng lượng, MgO thường trong khoảng 5-12% trọng lượng.
Bazan chứa nhiều nhôm có thành phần 17-19% trọng lượng là Al2O3; boninit thành phần magnesi lên đến 15 phần trăm MgO. Bazan chứa khoáng chất felspat hiếm ở đá giàu đá, giống như bazan kiềm, có thể có thành phần Na2O + K2O chiếm 12% hoặc nhiều hơn.
Sự phong phú của nhóm lanthan hoặc các thành phần đất hiếm có thể là một công cụ chẩn đoán hữu ích để giúp giải thích lịch sử của sự kết tinh khoáng như tan chảy nguội. Đặc biệt, sự phong phú tương đối của europi so với các loại đất hiếm khác thường là cao hơn hoặc thấp hơn rõ rệt, và được gọi là sự bất thường europium. Nó phát sinh vì Eu2+ có thể thay thế cho Ca2+ trong plagioclase fenspat, không giống như bất kỳ các nguyên tố nào khác trong nhóm lanthan, mà chỉ có xu hướng tạo ra cation 3+.
Tỷ lệ đồng vị của nguyên tố như stronti, neodymi, chì, hafni, và osmi trong bazan đã được nghiên cứu nhiều để tìm hiểu về sự tiến hóa của lớp vỏ Trái Đất. Tỷ lệ đồng vị của khí hiếm, chẳng hạn như 3He/4He, cũng có giá trị lớn: ví dụ, tỷ lệ của bazan nằm trong khoảng 6-10 ở núi giữa đại dương, nhưng lên đến 15-24 hoặc nhiều hơn nữa cho bazan ở biển đảo được cho là có nguồn gốc từ chùm manti.
Đá tham gia nóng chảy từng phần có thể bao gồm cả peridotit và pyroxenit (ví dụ, Sobolev et al., 2007).

### Hình thái và kết cấu

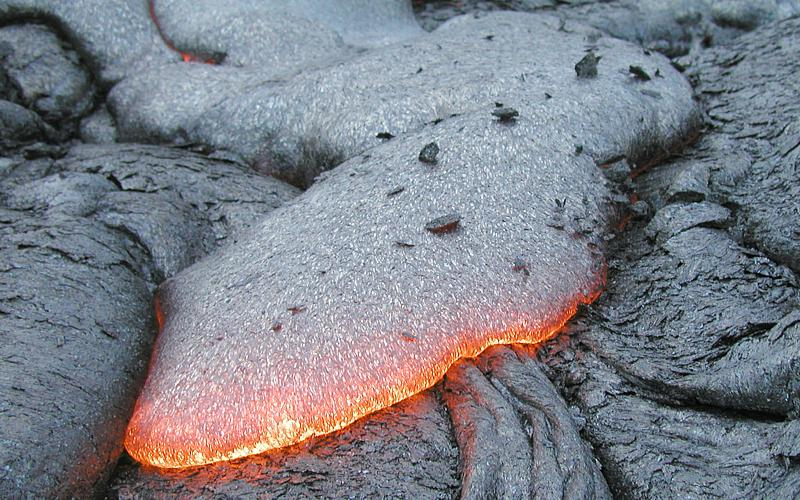
Một dòng dung nham bazan hoạt động

Các hình dạng, cấu trúc và kết cấu của đá bazan góp phần chẩn đoán cách thức và nơi phun trào - là loại nổ lớn hay di chuyển từ từ thành dòng như ở Hawaii

#### Phun trào trên không gần mặt đất
Bazan phun trào trên không chia thành ba loại khác biệt của dung nham núi lửa: scoria; tuff hoặc cinder (dăm kết); và dung nham chảy.
Bazan trên đỉnh của dòng dung nham và gò hình nón sẽ thường xuyên được bơm khí, tạo ra kết cấu "sủi bọt" cho đá. Than bazan thường màu đỏ, màu của sắt bị oxy hóa từ sự phong hoá khoáng sản giàu chất sắt như pyroxen.
Loại Lung nham của dòng chảy khối ô vuông, than và đá dăm kết, dung nham bazan nhớt phổ biến ở Hawaii. Pāhoehoe là một chất lỏng dạng bazaz nóng mà có xu hướng tạo thành lớp mỏng nham thạch nóng chảy lấp vào chỗ trũng và đôi khi tạo thành hồ dung nham. Hang dung nham là đặc điểm phổ biến của các vụ phun trào pahoehoe.
Đá tuff hoặc đá vụn núi lửa là hiếm nhưng không phải không có. Thông thường bazan quá nóng và chất lỏng làm gia tăng đủ áp lực để tạo thành dung nham phun trào bùng nổ nhưng đôi khi điều này sẽ xảy ra bằng cách giữ nham thạch trong núi lửa và tích tụ khí núi lửa. Núi lửa Mauna Loa Hawaii phun trào theo cách này trong thế kỷ 19, cũng như núi Tarawera, New Zealand phun trào năm 1886. Núi lửa Maar là điển hình của tro bazan nhỏ, hình thành do phun trào bazan qua lớp vỏ, tạo thành một lớp bazan hỗn hợp và tường đá dăm kết và một cấu trúc tro bazan hình quạt từ núi lửa
Cấu trúc đá hạnh nhân phổ biến trong các di vật có lỗ hổng và các kết tinh rất đẹp của zeolit, thạch anh hoặc calcit thường được tìm thấy.

#### Phun trào dưới đại dương

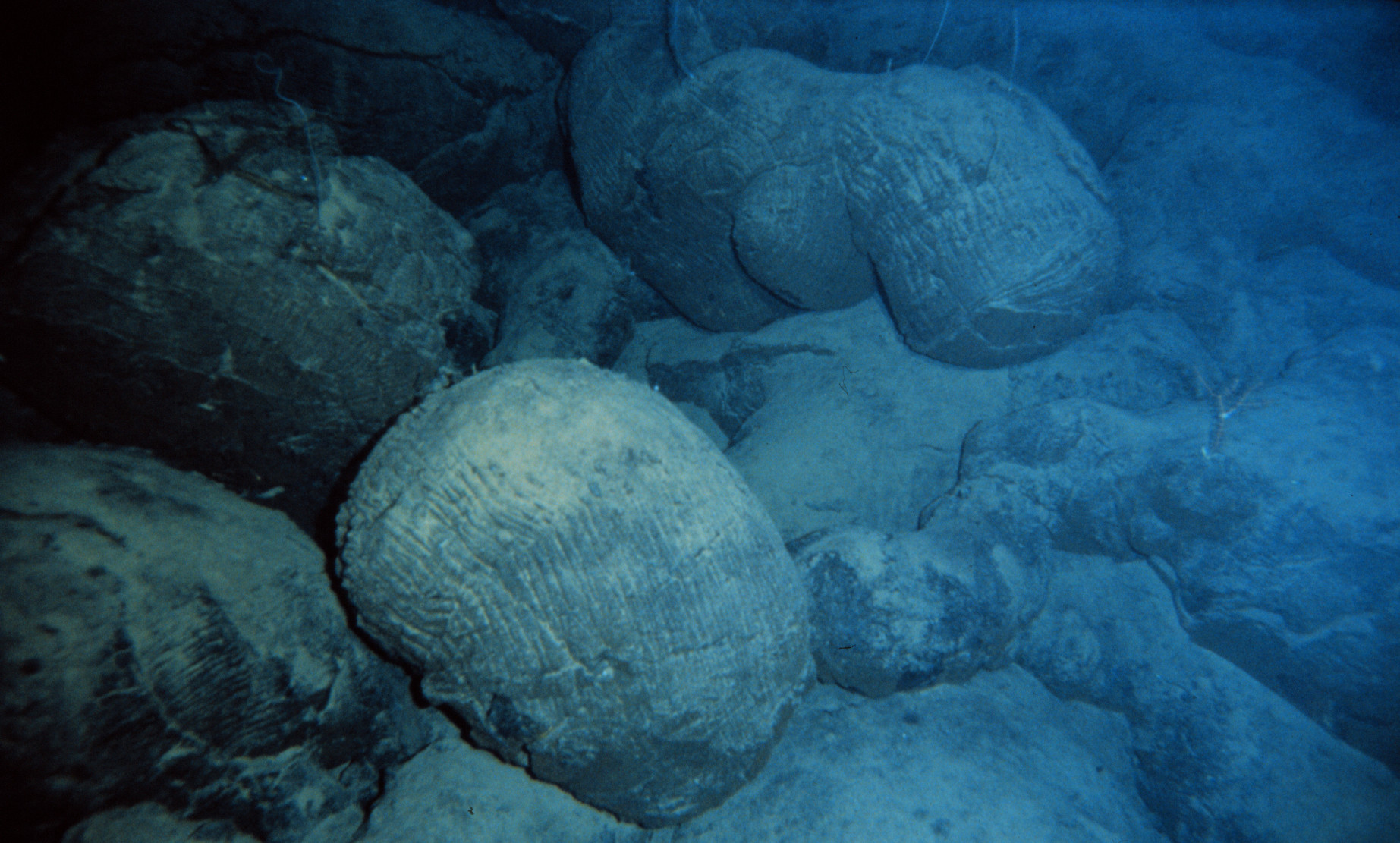
Gối bazan ở đáy biển nam Thái Bình Dương

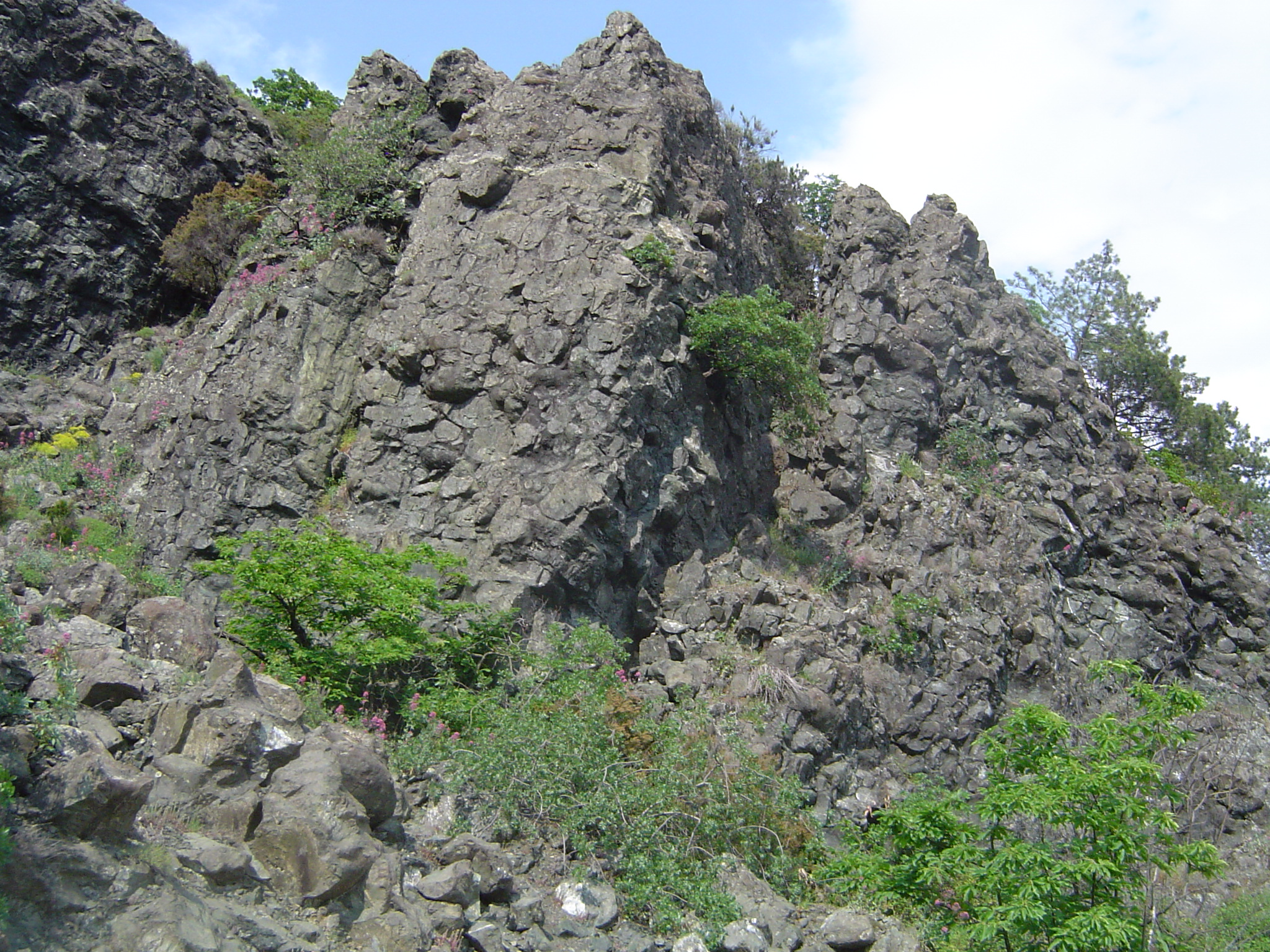
Gối bazan trồi lên ở Ý

##### Cột bazan

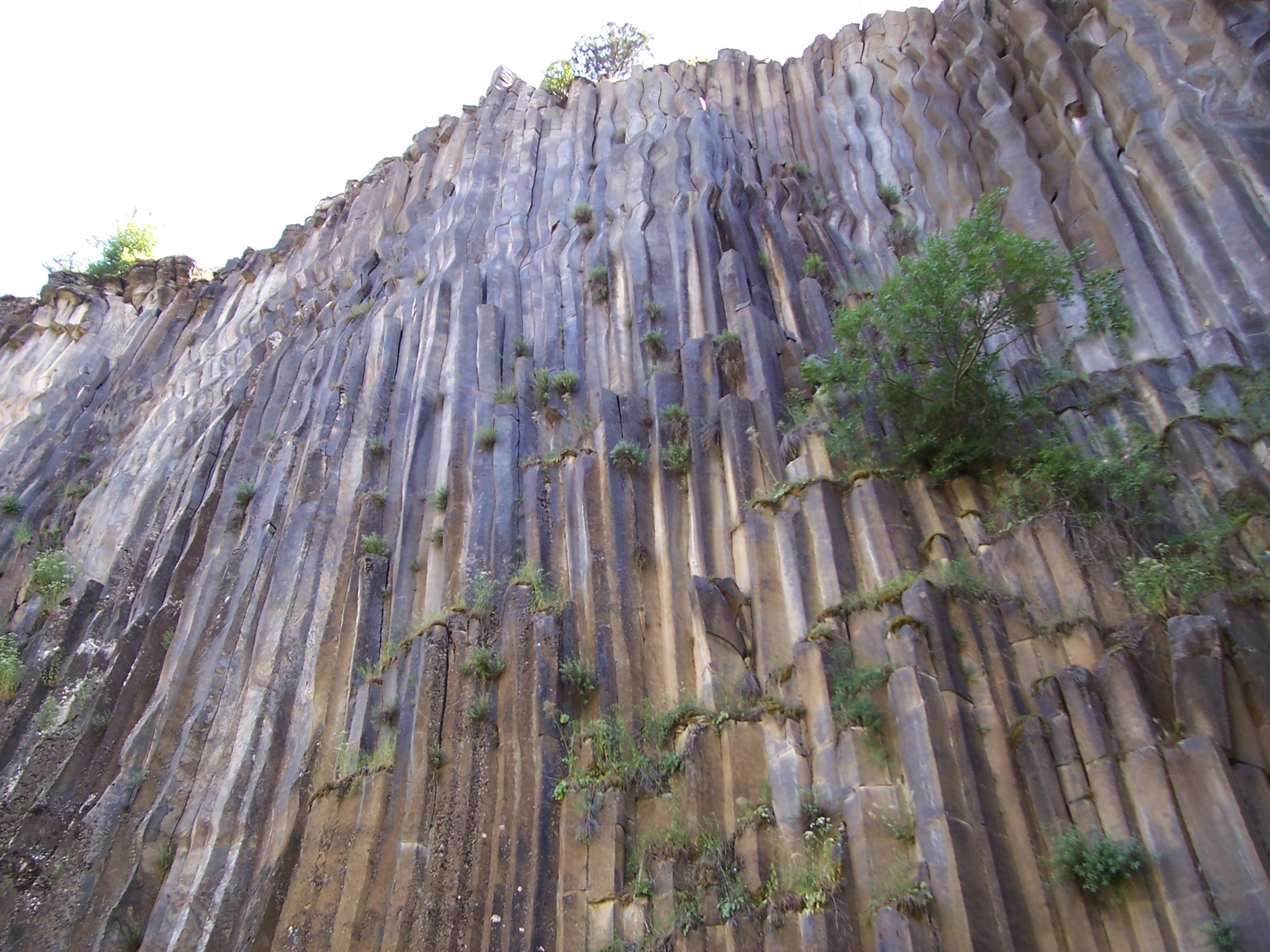
cột bazan nứt ở Thổ Nhĩ Kì

Trong quá trình làm nguội của dòng dung nham, những vết nứt do sự co lại hình thành. Nếu một dòng chảy nguội đi khá nhanh, lực co đáng kể. Trong khi một dòng chảy có thể co lại theo chiều dọc mà không bị gãy, nó không có thể không dễ dàng co lại theo chiều ngang trừ khi các vết nứt hình thành; mạng lưới các vết nứt phát triển dẫn đến sự hình thành các cột. Cấu trúc liên kết của các cột này có thể được phân loại rộng là một mạng di động ngẫu nhiên. Những cấu trúc chủ yếu là hình lục giác ở mặt cắt ngang, nhưng đa giác với 3-12 hoặc nhiều góc gơn có thể được quan sát thấy. Kích thước của các cột phụ thuộc lỏng lẻo vào tỷ lệ làm lạnh; làm lạnh rất nhanh có thể dẫn đến cột có đường kính <1 cm, trong khi làm lạnh chậm có nhiều khả năng để tạo ra các cột lớn.

#### Gối bazan
Khi bazan phun trào dưới nước hoặc chảy ra biển, tiếp xúc với nước làm nguội bề mặt dung nham tạo thành một hình dạng gối đặc biệt. Kết cấu "Gối" này rất phổ biến ở các dòng bazan dưới nước và giúp chẩn đoán môi trường phun trào dưới nước khi phân tích đá cổ xưa. Gối thường bao gồm một lõi tinh thể rất nhỏ với một lớp vỏ thủy tinh và có kết nối xuyên tâm. Kích thước của một gối thay đổi từ 10 cm đến vài mét.
Khi dung nham pahoehoe đi vào biển nó thường tạo ra gối bazan. Tuy nhiên, khi ở đại dương nó tạo thành một vùng hình nón ven biển, sự tích tụ tro và mảnh vỡ núi lửa hình nón hình thành khi dung nham đi vào nước và tạo ra trận nổ hơi.
Đảo Surtsey ở Đại Tây Dương là một ngọn núi lửa bazan mà phun trào trên bề mặt đại dương vào năm 1963. Giai đoạn đầu của vụ phun trào Surtsey tạo ra nổ lớn, vì macma khá ẩm ướt, làm đá bị thổi ra ngoài bằng hơi nước sôi để tạo thành tro núi lửa và than hình nón.
Thủy tinh núi lửa có thể có mặt, đặc biệt là khi dòng dung nham bị lạnh nhanh, và thường (nhưng không phải độc nhất) gắn liền với phun trào dưới nước.
Gối bazan cũng được tạo ra trong sự phun trào của núi lửa cận băng hà.

## Sự sống ở đá bazan
Các tính năng ăn mòn phổ biến của đá bazan núi lửa dưới nước cho thấy rằng hoạt động của vi sinh vật có thể đóng một vai trò quan trọng trong sự trao đổi chất giữa đá bazan và nước biển. Lượng lớn Fe (II), Mn (II), có mặt trong các đá bazan cung cấp nguồn năng lượng tiềm năng cho vi khuẩn. Một số vi khuẩn làm oxy hóa Fe(II) được nuôi cấy từ bề mặt sắt-sulfat cũng có thể phát triển ở đá bazan. Vi khuẩn oxy hóa Fe và Mn đã được nuôi cấy từ bazan ngầm ở cửa biển Loihi. Các tác động của vi khuẩn trên thay đổi thành phần hóa học của thủy tinh bazan (và lớp vỏ đại dương) và nước biển cho thấy những tương tác này có thể dẫn đến một ứng dụng của miệng phun thủy nhiệt với nguồn gốc của sự sống.

## Phân bố

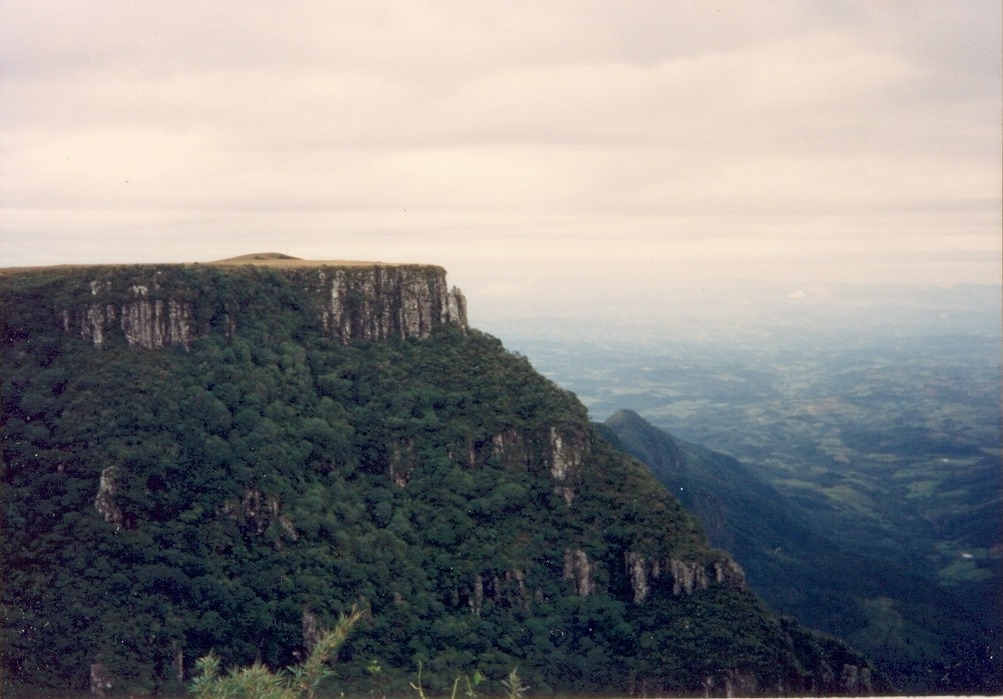
Trap Paraná, Brazil

Bazan là một trong những loại đá phổ biến nhất trên thế giới. Bazan là đá tiêu biểu nhất của vùng macma lớn. Những nơi xuất hiện lớn nhất của bazan là ở đáy biển mà gần như hoàn toàn được tạo bởi bazan. Bazan trên mực nước biển phổ biến ở đảo núi lửa và xung quanh vành đai cung núi lửa, đặc biệt những nơi trên lớp vỏ mỏng. Tuy nhiên, khối lượng lớn nhất của bazan là ở lã bazan trên đất liền. bazan lũ lục địa được biết là tồn tại trong trap Deccan ở Ấn Độ, nhóm Chilcotin ở British Columbia, Canada, trap Paraná ở Brasil, trap Siberia ở Nga, miền bazan Karoo ở Nam Phi, cao nguyên Sông Columbia của Washington và Oregon.
Nhiều quần đảo và các đảo quốc có hầu hết đá nền của nó được tạo thành bởi bazan do chúng ở trên các núi lửa ví dụ như Iceland và Hawaii.
Bazan Tiền Cambri cổ đại thường chỉ được tìm thấy trong vùng uốn nếp và đứt gãy nghịch, và thường bị biến chất rất nặng. Chúng được gọi là vành đai đá màu lục, bởi vì sự biến chất cấp thấp của đá bazan tạo ra clorit, actinolit, epidote và các khoáng chất màu xanh lá cây khác.

## Bazan ở Mặt Trăng và Sao Hoả

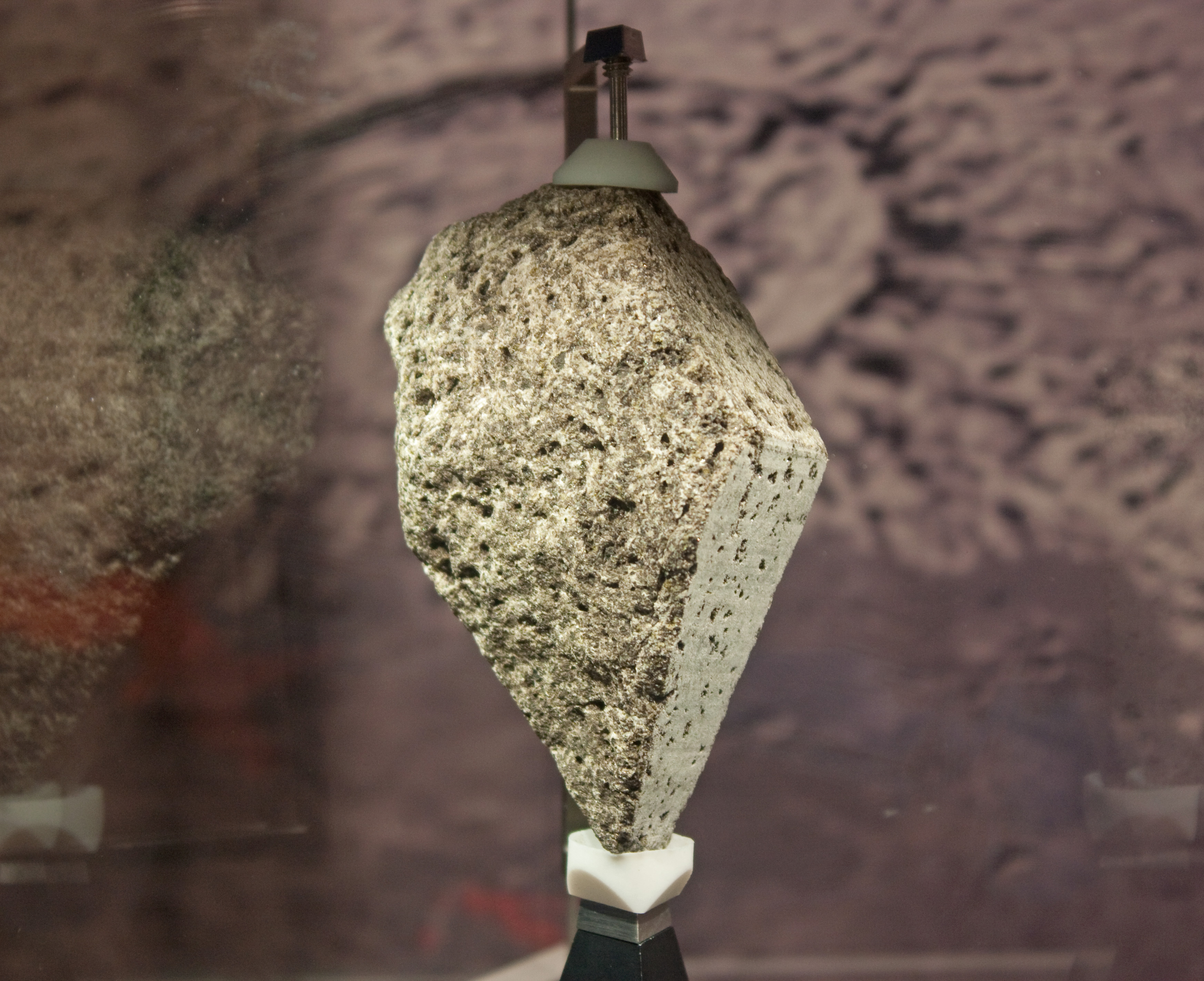
Bazan olivin mặt trăng thu thập bởi tàu Apollo 15.

Các vùng tối có thể nhìn thấy trên mặt trăng, hay còn gọi là vùng Maria ở mặt trăng, là vùng đồng bằng của các dòng dung nham bazan. Những tảng đá đã được lấy mẫu bởi chương trình Apollo có người lái, chương trình robot Luna của Nga.
Bazan mặt trăng khác với bazan trên đất liền chủ yếu ở thành phần chất sắt cao, thường có khoảng từ 17 đến 22% trọng lượng là FeO. Họ cũng có nồng độ titan đa dạng (hiện diện trong ilmenite), từ 1 wt% TiO2 đến khoảng 13 wt.%. Theo truyền thống, bazan mặt trăng đã được phân loại theo thành phần titan của chúng, với các loại là giàu Ti, ít Ti và rất ít Ti. Tuy nhiên, bản đồ địa hóa toàn cầu của titan thu được từ sứ mệnh Clementine chứng minh rằng phần maria của mặt trăng có một sự liên tục của hàm lượng titan, và nồng độ cao nhất có ít nhất.
Bazan mặt trăng cho thấy kết cấu và khoáng học kỳ lạ, đặc biệt là biến chất do sốc, thiếu của quá trình oxy hóa điển hình của bazan trên mặt đất, và hoàn toàn thiếu hydrat hóa. Trong khi hầu hết bazan của mặt trăng đã phun trào khoảng 3 đến 3,5 tỷ năm trước đây, các mẫu cổ nhất có thể lên đến 4,2 tỷ tuổi, và dòng trẻ nhất, dựa trên phương pháp tính thời gian bằng cách đếm miệng núi lửa, được ước tính đã phun trào chỉ 1,2 tỷ năm trước.
Bazan cũng là một loại đá phổ biến trên bề mặt của sao Hỏa, được xác định bởi dữ liệu được gửi trở lại từ bề mặt của hành tinh này, và bởi thiên thạch sao Hỏa.

## Sự biến đổi của bazan

### Sự biến chất

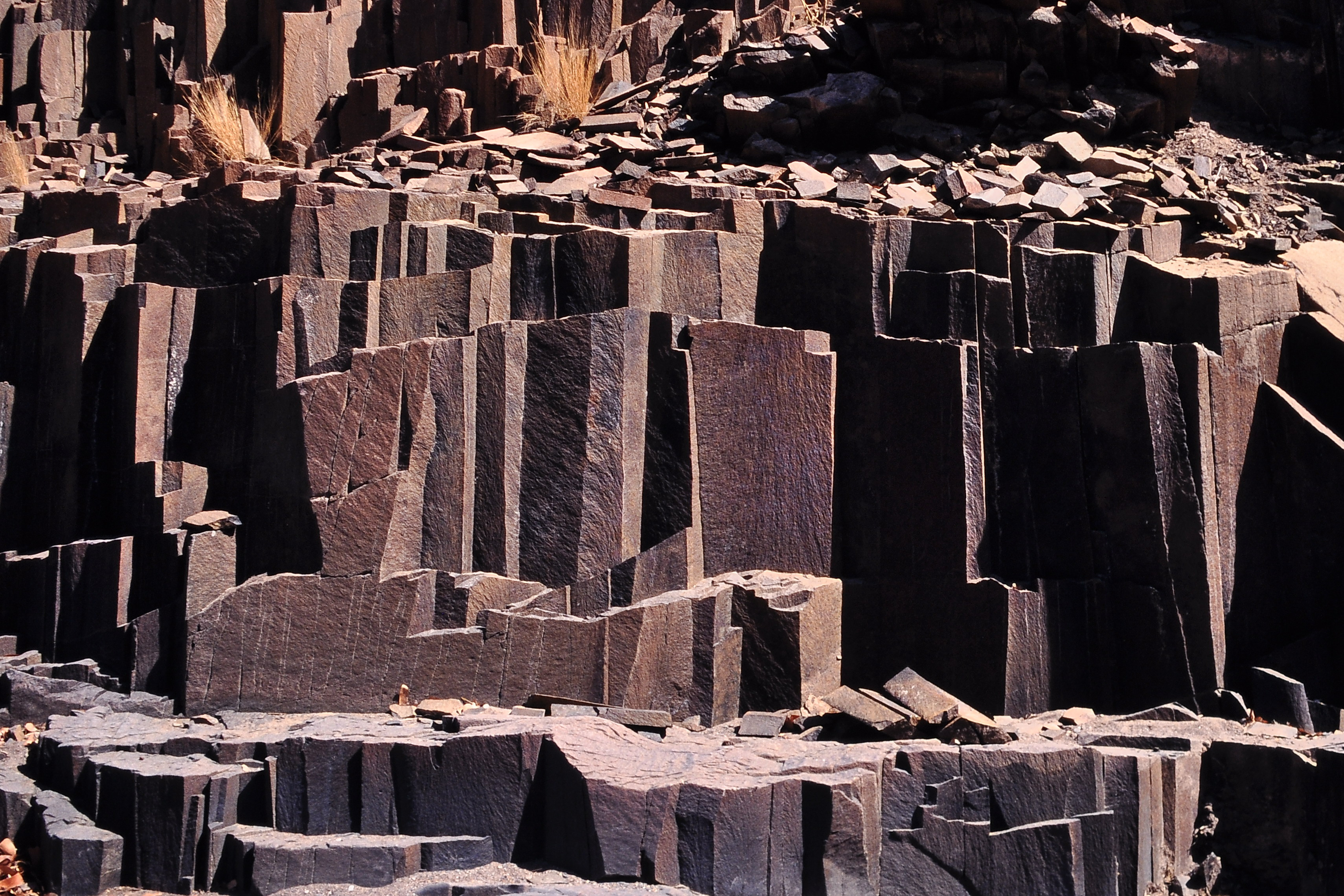
Cấu trúc bazan ở Namibia

Bazan là loại đá quan trọng trong vành đai biến chất, vì chúng có thể cung cấp thông tin quan trọng về các điều kiện của sự biến chất trong vành đai. Các nham tướng biến chất khác nhau được đặt tên theo các tập hợp khoáng chất và các loại đá được hình thành bởi bazan biến chất với nhiệt độ và áp suất khác nhau. Bao gồm các nham tướng:
- Đá phiến lam
- Eclogit
- Granulit
- Đá phiến lục
- Zeolit

Bazan biến chất là vật chủ quan trọng cho việc hình thành một loạt các mỏ quặng nhiệt dịch, bao gồm mỏ vàng, mỏ đồng, mỏ quặng sulfide núi lửa lớn và các loại khác

### Phong hoá
So với các loại đá khác được tìm thấy trên bề mặt của Trái Đất, bazan phong hoá tương đối nhanh. Thường các khoáng chất giàu chất sắt bị oxy hóa nhanh trong nước và không khí, nhuộm cho đá một màu nâu đỏ của oxit sắt (gỉ). Phong hóa hóa học cũng giải phóng ra các cation dễ dàng hòa tan trong nước như calci, natri và magnesi, cung cấp cho vùng nhiều bazan chất chống axit hoá. Calci được giải phóng ra từ bazan kết hợp với CO2 từ khí quyển tạo thành CaCO3 nên có tác dụng giảm CO2. Nhưng phải hiểu rõ thêm rằng chính việc phun trào bazan thường thải ra rất nhiều CO2 vào khí quyển từ khí núi lửa.

## Ứng dụng
Bazan được sử dụng trong xây dựng, làm nhà đá cuội (từ đá bazan dạng cột) và trong việc xây tượng. Bazan phun trào giúp chế tạo len khoáng chất, được cho là một cách giữ nhiệt tuyệt vời.
Carbon cô lập trong bazan đã được nghiên cứu như là một phương tiện loại bỏ cacbon dioxide, được tạo ra do sự công nghiệp hóa của con người, từ khí quyển. Bazan hình thành dưới nước, nằm rải rác ở vùng biển trên địa cầu, có lợi ích như là một rào cản đối với việc giải phóng CO2 vào khí quyển